# Гау-Альгесхайм
Гау-Альгесхайм (нем. Gau-Algesheim) — город в Германии, в земле Рейнланд-Пфальц. 
Входит в состав района Майнц-Бинген. Подчиняется управлению Гау-Альгесхайм.  Население составляет 6562 человека (на 31 декабря 2010 года). Занимает площадь 13,99 км². Официальный код  —  07 3 39 019.
Город подразделяется на 2 городских района.
Астероид (738) Алагаста, открытый в 1913 году уроженцем Гау-Альгесхайма Францем Кайзером, именован в честь первого названия города на немецком языке — Алагастесхайм (нем. Alagastesheim).

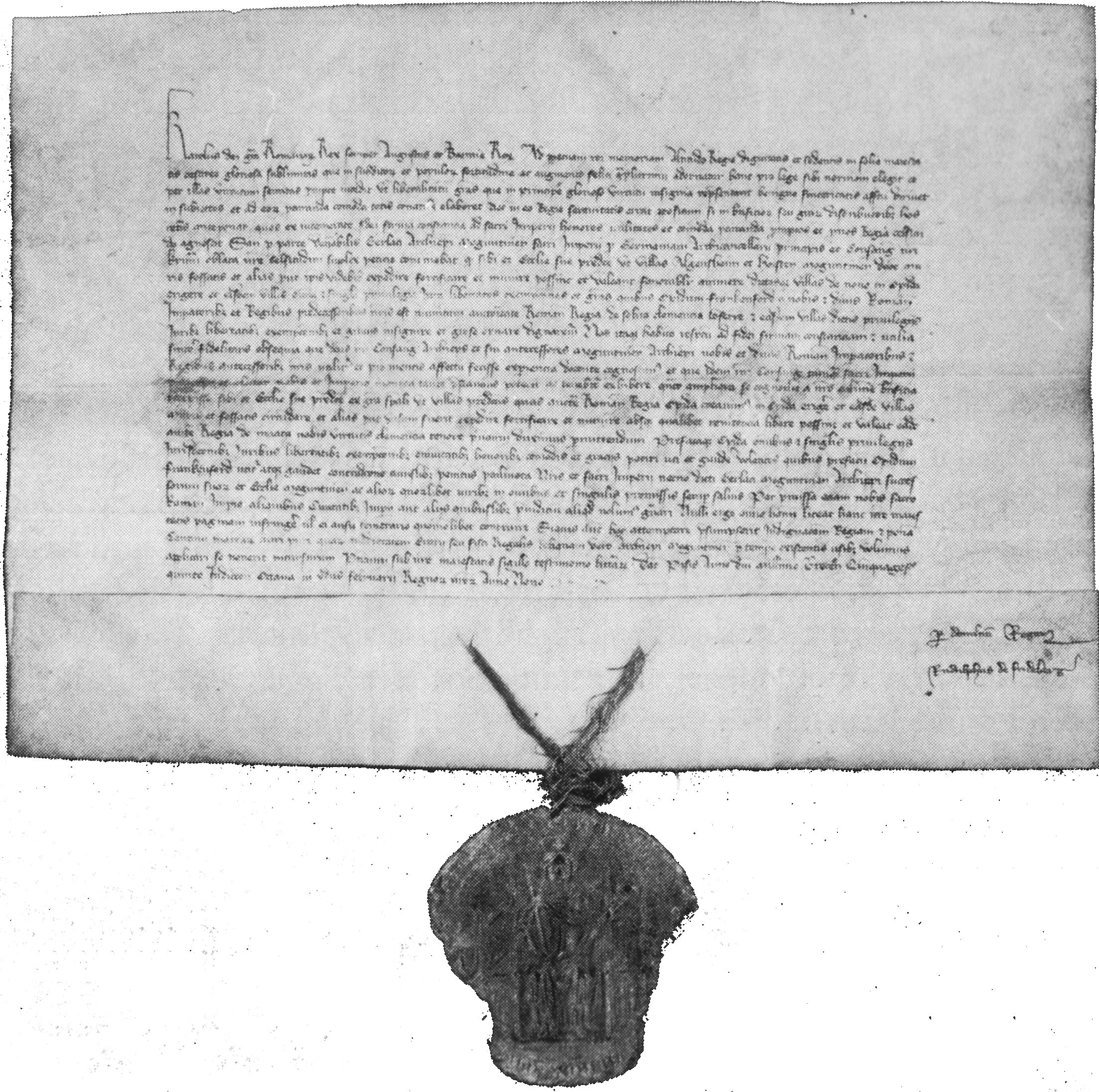
Гау-Альгесхайм